# اندی ایادوم
اندی ایادوم (انگلیسی: Andy Yiadom؛ زادهٔ ۲ دسامبر ۱۹۹۱) بازیکن فوتبال اهل بریتانیا است.
از باشگاه‌هایی که در آن بازی کرده‌است می‌توان به باشگاه فوتبال براینتری تاون، باشگاه فوتبال هیز و یدینگ یونایتد، باشگاه فوتبال ردینگ، و باشگاه فوتبال بارنت اشاره کرد.
وی همچنین در تیم‌های ملی فوتبال England national football C team و غنا بازی کرده‌است.